# 劳氏豆娘鱼
劳氏豆娘鱼（学名：Abudefduf lorenzi），或譯勞倫氏豆娘魚，为輻鰭魚綱雀鲷科豆娘鱼属的鱼类。分布于太平洋中西，菲律賓和台湾岛等。该物种的模式产地在所罗门群岛。
此鱼为熱帶礁区鱼类，深度上下限1-6m，体长约18公分，成群在碼頭或防坡堤周圍活動。